# Jennifer Lanvin
 (avril 2021).
Si vous disposez d'ouvrages ou d'articles de référence ou si vous connaissez des sites web de qualité traitant du thème abordé ici, merci de compléter l'article en donnant les références utiles à sa vérifiabilité et en les liant à la section « Notes et références ».
Pour les articles homonymes, voir Jennifer.
Jennifer Lanvin, connue sous le pseudonyme de Jennifer durant sa carrière musicale, née Chantal Benoist le 18 juin 1954 dans le 17e arrondissement de Paris, est une mannequin, chanteuse et actrice française.

## Biographie
Passionnée par la musique dès son plus jeune âge, elle commence sa carrière artistique au milieu des années 1970.
En 1972, Chantal Benoist débute dans le mannequinat en tant que modèle pour l'agence Catherine Harlé, et travaille entre autres avec Marc Bernheim pour des vêtements de la marque Apache, dans les années 1976-1977 [réf. nécessaire].
En 1976, elle se lance dans la musique sous le nom de scène de Jennifer et enregistre son premier disque Do It For Me , une chanson disco qui remporte du succès en France et en Italie. Son deuxième titre le plus connu est Love has a taste of tears.
Durant sa carrière musicale, Jennifer sortira deux albums : Walking In Space et Via Dolce Vita, plus quelques singles hors-albums.
Elle devient actrice dans des films italiens tels que Figlio delle stelle, Geppo il folle, et des films français, notamment Psy de Philippe de Broca sorti en 1981.
En 1985, elle joue sous le nom de Jennifer au côté de son mari Gérard Lanvin, dans le film Moi vouloir toi de Patrick Dewolf.
Depuis la fin des années 1980, elle se retire du monde du show-biz pour se consacrer à sa famille.
En 1990, Jennifer fait une apparition dans Il y a des jours... et des lunes de Claude Lelouch.

### Vie privée
En 1984, elle se marie avec l'acteur Gérard Lanvin, dont elle a deux enfants : le comédien Léo Lanvin et le chanteur Manu Lanvin.

## Discographie

### Albums
- Walking In Space, 1977.
- Via Dolce Vita… (Amour Express…), 1983.

### Singles
- Do It For Me / Boogie Boogie Love, 1976.
- I Lost A Dream / Love Me Tonight (version française), 1977.
- I Lost A Dream / I Don't Need Your Love (version italienne), 1977.
- Love Has A Taste Of Tears / I Don't Need Your Love, 1977.
- Be With Me / B.W.M - Big Box Orchestra, 1978.
- Spanish Circus / We Need Each Other, 1980.
- Le Film À L'Envers / Juste Une Femme, 1980.
- Ra-Di-O Stress / Scarface, 1981.
- Via Dolce Vita / Mélodie En Sous-Flippe, 1982.
- Via Dolce Vita / Orient Express Paris Shangai (version italienne), 1983.

### Compilations
- Stai Con Me (version italienne uniquement), 1978.
- Jennifer (version japonaise uniquement), 1982.

## Filmographie
- 1978 : Geppo il folle d'Adriano Celentano : Marcella
- 1979 : Figlio delle stelle de Carlo Vanzina : Barbara
- 1981 : Psy de Gérard Lauzier : Marlène
- 1985 : Moi vouloir toi de Patrick Dewolf : Alice
- 1990 : Il y a des jours... et des lunes de Claude Lelouch : la femme du camionneur